# David Jack
David Bone Nightingale Jack (3. dubna 1898, Bolton – 10. září 1958, Londýn) byl anglický fotbalista a trenér.

## Hráčská kariéra
David Jack hrál na postu útočníka za Plymouth Argyle, Bolton Wanderers a Arsenal. S 257 góly je společně s Charliem Buchanem historicky 6. nejlepším střelcem 1. anglické ligy.
Za Anglii hrál 9 zápasů a dal 3 góly.

## Trenérská kariéra
Jack trénoval Southend United, Middlesbrough a Shelbourne FC.

## Úspěchy
Bolton Wanderers
- FA Cup: 1922–23, 1925–26

Arsenal
- FA Cup: 1929–30
- First Division: 1930–31, 1932–33, 1933–34